# Caliphruria
Caliphruria es un género de plantas herbáceas, perennes y bulbosas perteneciente a la familia Amaryllidaceae. El género comprende 4 especies que se distribuyen en el oeste de Colombia y en Perú. 
Caliphruria está estrechamente relacionado con los géneros Eucharis y Urceolina, todos géneros neotropicales, de flores blancas y hojas pecioladas, los cuales forman un grupo monofilético dentro de la "Infrafamilia Pancratioidinae" sobre la base de las características de las hojas, la morfología de las semillas y la especialización ecológica. Todas las especies de estos géneros son raras en la naturaleza y muchas se hallan amenazadas de extinción. El número cromosómico más frecuente es 2n=46.

## Taxonomía
El género fue descrito por  William Herbert y publicado en Edwards's Botanical Register 30(Misc): 87. 1844. La especie tipo es: Caliphruria hartwegiana Herb. 1844

## Listado de especies
- Caliphruria hartwegiana Herb. 1844
- Caliphruria korsakoffii (Traub) Meerow 1989
- Caliphruria subedentata Baker 1877
- Caliphruria tenera Baker 1888

## Especies amenazadas
Las especies de Caliphruria son raras (Caliphruria korsakoffii, del Perú), se hallan en peligro de extinción (Caliphruria hartwegiana y Caliphruria subedentata) o bien, están extintas (Caliphruria tenera).

## Usos
C. korsakoffii y C. subedentata se cultiva como plantas ornamentales.